# Урета Монтеэрмосо, Элой
Элой Гаспар Урета Монтеэрмосо (исп. Eloy Gaspar Ureta Montehermoso; 12 декабря 1892, Чиклайо, Перу — 10 октября 1965, Мадрид, Испания) — перуанский военный и политический деятель. Маршал Перу (1946). Командовал перуанской армией во время войны с Эквадором в 1941 году. 

## Биография
Урета родился в Чиклайо, городе на севере Перу, в семье капитана фрегата ВМС Перу. Получил начальное образование в колледже Сан-Хосе-де-Чиклайо, а среднее - в семинарии колледжа Сан-Карлос и Сан-Марсело-де-Трухильо.
После учебы в Высшей военной школе, которую он окончил в 1922 году в звании майора, его отправили в Европу для получения высшего военного образования. Урете было поручено пройти углубленное обучение в итальянском Турине, а затем во Франции.
В 1936 году он получил звание полковника, а в 1941 году, с началом вооруженного конфликта с Эквадором, — бригадного генерала. 

### Перуано-эквадорская война
В начале конфликта Урета командовал отрядом Северной армии, армейским корпусом, состоящим из двух легких дивизий, усиленных передаточной ротой, 12 бронетехникой, группой артиллерии, 2 кавалерийских полка, пехотного батальона и т.д. Во время наступления, которым он руководил на территории Эквадора, 30 июля 1941 года он приказал атаковать пехотой при поддержке бронетехники город Аренильяс, что стало первым применением бронетехники в перуанской армии. В то время он возглавлял 3-ю южную дивизию и был директором Военного училища.

### После войны
В 1944 году Урета ушел на пенсию. 10 января 1946 года Конгресс Республики Перу присвоил ему почетное военное звание Великого маршала Перу за его заслуги в военной кампании 1941 года.
С 1949 по 1955 был послом в Испании. Во время своего пребывания в должности он лично наградил генералиссимуса Франсиско Франко военным орденом Аякучо на церемонии, состоявшейся 1 февраля 1951 года.
Умер в Мадриде 10 октября 1965 года.